# Hakob Tonoyani anvan Sowpergavat' 2009
La Hakob Tonoyani anvan Sowpergavat' 2009 è stata la dodicesima edizione della supercoppa armena di calcio.
L'incontro, che si giocò il 24 settembre 2009 nella capitale Erevan tra il P'yownik e l'Ararat, venne vinto quest'ultimo, al suo primo titolo.

## Tabellino
| Arbitro: | Nalbandyan |

|             |           |                    |
| Pizzelli 6’ | Marcatori | 52’, 57’ Grigoryan |